# Liste der Monuments historiques in Rigny-la-Salle
Die Liste der Monuments historiques in Rigny-la-Salle führt die Monuments historiques in der französischen Gemeinde Rigny-la-Salle auf.

## Liste der Objekte
| Bezeichnung                      | Beschreibung                                                                                                | Standort                                   | Kennzeichnung | Schutzstatus | Datum | Bild |
| -------------------------------- | --- | ------------------------------------------ | ------------- | ------------ | ----- | ---- |
| Skulptur eines heiligen Bischofs | Holz, 18. Jahrhundert                                                                                       | in der Kirche Nativité-de-la-Vierge (Lage) | PM55002251    | Inscrit      | 2004  |      |
| Prozessionskreuz                 | Messing, versilbert, 17. und 18. Jahrhundert; im Centre départemental d’art sacré in Saint-Mihiel deponiert | in der Kirche Nativité-de-la-Vierge (Lage) | PM55002248    | Inscrit      | 1991  |      |
| Weißer Ornat                     | Kasel, Manipel, Stola, Bursa und Kelchvelum; Seide, bestickt, Anfang des 19. Jahrhunderts                   | in der Kirche Nativité-de-la-Vierge (Lage) | PM55002250    | Inscrit      | 1991  |      |
| Grablegungsgruppe                | Gips, Keramik, 1902 von Charles-François Champigneulle                                                      | in der Kirche Nativité-de-la-Vierge (Lage) | PM55002252    | Inscrit      | 2004  |      |
| Kruzifix                         | Holz, farbig gefasst, um 1600                                                                               | in der Kirche Nativité-de-la-Vierge (Lage) | PM55002249    | Inscrit      | 1991  |      |
| Monstranz                        | Silber, vergoldet, erste Hälfte des 19. Jahrhunderts, von Thomas-Joseph Armand-Calliat                      | in der Kirche Nativité-de-la-Vierge (Lage) | PM55001063    | Classé       | 1993  |      |